# Naturbadesee Lavamünd
Der Naturbadesee Lavamünd (auch: Badesee Lavamünd) ist ein kleiner See in der Gemeinde Lavamünd. Das zu- und abflusslose Gewässer wird vom Land Kärnten als mesotroph eingestuft.

## Lage und Nutzung
Das zu- und abflusslose Gewässer liegt einige hundert Meter nordwestlich der Ortschaft Lavamünd zwischen der Lavamünder Straße (B80) und der Drau. Es wurde in den 1970er Jahren im Zuge von Sanierungsarbeiten im Stauraum des Kraftwerkes Lavamünd angelegt. Von 2003 bis 2007 wurde das Gewässer umgestaltet. Es ist vollständig dem Badebetrieb gewidmet, im Frühjahr 2022 erfolgte eine erneute Umgestaltung des Areals.

## Fischbestand
Im See sind die folgenden neun Fischarten nachgewiesen, wobei das Rotauge 75 % des Fischbestandes ausmacht.
- Hecht (Esox lucius)
- Barsch (Perca fluviatilis)
- Aitel (Leuciscus cephalus)
- Brachse (Abramis brama)
- Laube (Alburnus alburnus)
- Rotauge (Rutilus rutilus)
- Schleie (Tinca tinca)
- Zander (Sander lucioperca)
- Sterlet (Acipenser ruthenus)